# Tsna (Mstinomeer)

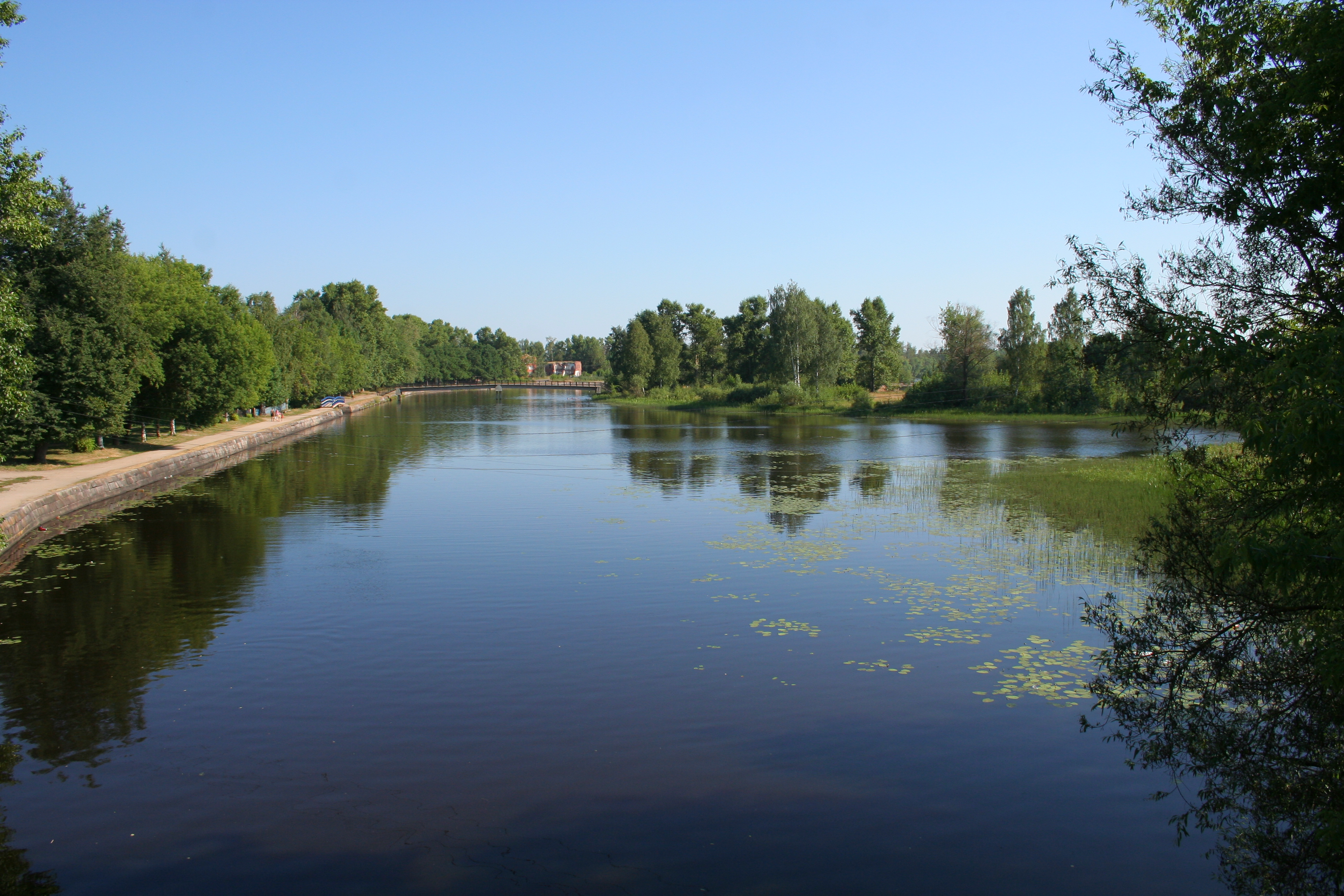
Tsna

De Tsna (Russisch: Цна) is een rivier Noordwest-Europese deel van de Russische Federatie, in de oblast Tver, die uitmondt in het Mstinomeer.
De lengte van de Tsna is 160 km, de oppervlakte van haar bassin is 4 390 km², haar debiet (op 38 km van de monding) is 12,3 m³/s. De diepte van de Tsna varieert van 10 tot 30 meter. De rivier behoort tot het stroomgebied van de Oostzee; het belangrijkste punt aan de rivier is Vysjnij Volotsjok. De Tsna ontspringt in de Valdajhoogten.